# Johannes Zonaras

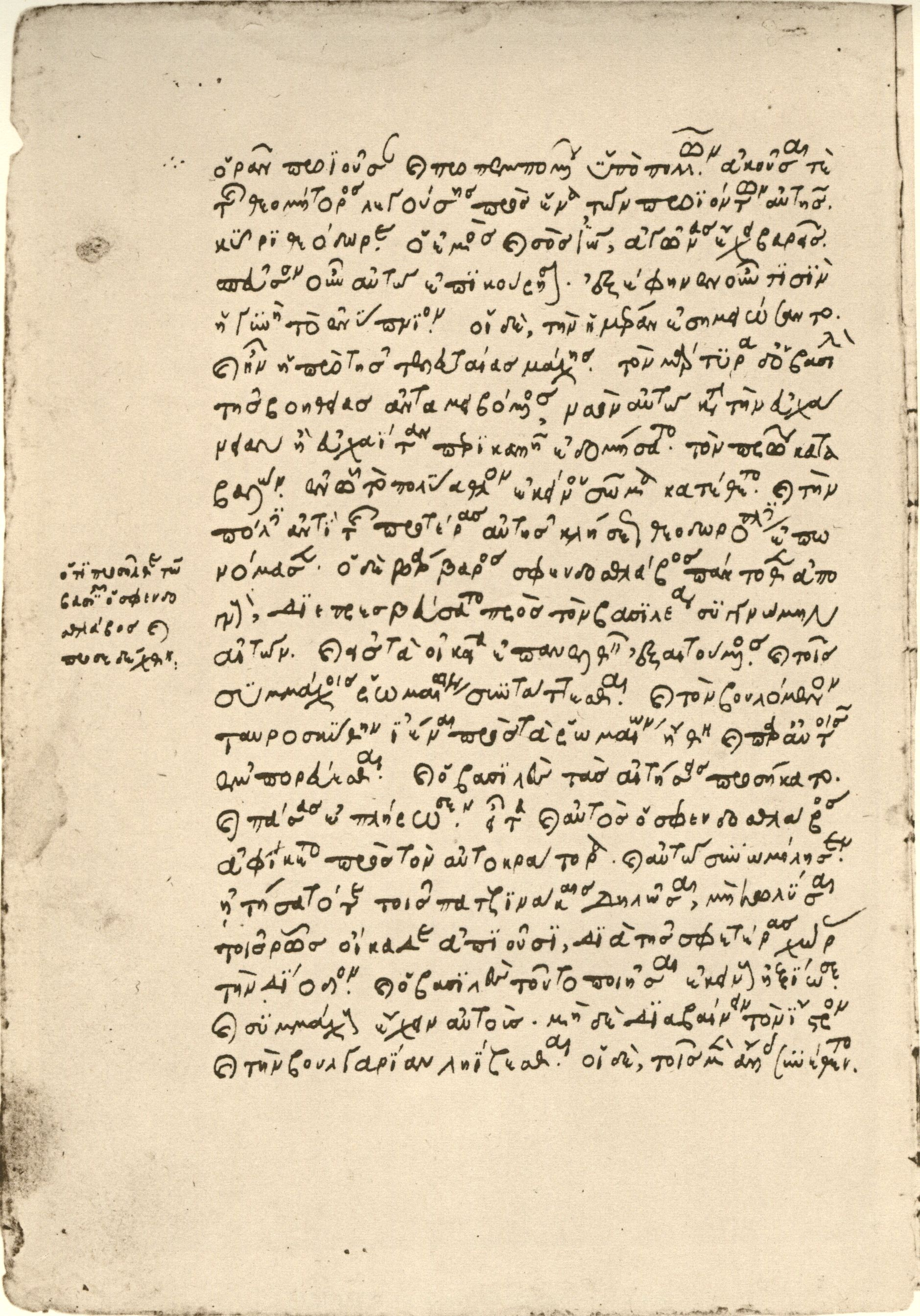
Ἐπιτομὴ Ἱστοριῶν (Epitomè historiôn) av Johannes Zonaras, Vatikanstatens bibliotek, Rom

Johannes Zonaras (Ἰωάννης Ζωναρᾶς Iōánnēs Zōnarâs), död omkring 1150 eller efter 1159, var en grekisk historiker och teolog aktiv i Konstantinopel. 
Zonaras hade ämbetet protasekretis, chef för ett av kejsarens kanslier, under Alexios I Komnenos och blev därefter munk. Han skrev teologi samt historieverket Epitomè historiôn ("historien i sammandrag"), som avhandlar världshistorien från skapelsen och fram till Alexios I:s död år 1118. I likhet med andra krönikor lägger den särskild vikt vid naturkatastrofer, himlafenomen och anekdoter om högt uppsatta personer. Zonaras använde skriftliga källor, som inte längre finns kvar, med undantag för avsnittet om Alexios I som har en mer personlig prägel.